# Nola malgassica
Nola malgassica är en fjärilsart som beskrevs av Sir George Hamilton Kenrick 1917. Nola malgassica ingår i släktet Nola och familjen trågspinnare. Inga underarter finns listade i Catalogue of Life.